# Padre Nuestro
Padre Nuestro é um filme de drama chileno de 2005 dirigido e escrito por Rodrigo Sepúlveda. Foi selecionado como representante do Chile à edição do Oscar 2007, organizada pela Academia de Artes e Ciências Cinematográficas.

## Elenco
- Jaime Vadell
- Luis Gnecco
- Francisco Pérez-Bannen
- Cecilia Roth
- Amparo Noguera